# 川並衆
川並衆（かわなみしゅう）とは、尾張国と美濃国の境を流れる木曽川沿いに勢力を持ったとされる土豪の総称。後に豊臣秀吉に仕えた一団とされる。

しかし「川並衆」という呼称は『武功夜話』にのみ記されており、その他の文献には記されていない事から存在自体が疑問視されているが、当時 木曽川沿いの国人を纏め上げる役割を担っていた国人衆は存在していた。

国人衆には、蜂須賀小六、前野小右衛門、松原内匠、坪内利定、三輪吉高、梶田直繁、日比野六太夫、青山新七などがいたという。